# Oxidus obtusus
Oxidus obtusus är en mångfotingart som först beskrevs av Masatoshi Takakuwa 1954.  Oxidus obtusus ingår i släktet Oxidus och familjen orangeridubbelfotingar. Inga underarter finns listade i Catalogue of Life.